# Стремтяча машина: Життя та часи екстремального бійця Марка Керра
«Розбивальні машини: Життя та часи екстремального бійця Марка Керра» — американський документальний фільм 2002 року, знятий режисером Джоном Хайамсом. Стрічка зосереджується на професійній кар'єрі та особистому житті Марка Керра у світі змішаних єдиноборств. Документалка здобула схвальні відгуки критиків за чесне й відверте зображення жорстокості ранніх безправилових боїв, а також за глибоке висвітлення боротьби Керра з наркотичною залежністю, яку він зрештою зумів подолати.

## Огляд
Документальний фільм починається з кадру, де лікар оглядає Марка Керра: у нього помітний синець під оком, і він скаржиться на біль у плечі та коліні. Одним із найпам'ятніших моментів стає сцена, в якій Керр намагається пояснити свій психічний стан як бійця змішаних єдиноборств літній жінці в залі очікування. Далі фільм повертається до його минулого — кар'єри борця-аматора та браку підтримки з боку сім'ї, що суттєво вплинуло на його особисті стосунки та шлях у спорті.
У фільмі висвітлюється перший турнір Марка Керра в ММА — безжалісне змагання в Сан-Паулу, Бразилія, під назвою Чемпіонат світу з ММА Vale Tudo. Глядачі бачать його дебютний бій проти ветерана UFC Пола Вареланса, потім — сутичку з Местре Халком, а згодом і фінальний поєдинок з Фабіо Гургелем. Усі три бої Керр виграє, демонструючи повну домінацію. Цей шлях руйнування миттєво виводить його на вершину уваги в бойовому світі та закріплює за ним прізвисько «Розбивальна машина».
Після цього фільм переходить до короткого, але яскравого періоду кар'єри Керра в Ultimate Fighting Championship. У стрічці також згадується про труднощі, з якими стикалась UFC у США — зокрема тиск з боку політиків та небажання кабельних операторів транслювати турніри. Через втрату рекламної підтримки та заборону на «ультимативні бої» в більшості великих міст, організація опинилася на межі зникнення, майже збанкрутувавши й змушена була піти в підпілля.
Керр ухвалює фінансово вигідне рішення — перейти до японської організації Pride, яка на той час пропонувала значно прибутковіші умови. У той час як UFC змушений був проводити свої турніри в малих містечках Глибокого Півдня з обмеженим телепокриттям, Pride збирав десятки тисяч глядачів на найбільших стадіонах Японії, регулярно транслюючись на національному телебаченні. У Pride Керр продовжує демонструвати свою перевагу, стаючи першим номером серед важковаговиків та здобуваючи міжнародну славу. Далі у фільмі з'являється його дівчина Дон, а разом з тим — і темніші аспекти його життя. Глядачеві відкривається жорстка правда про глибоку залежність Керра від знеболювальних та інших наркотиків, зокрема через шокуючу сцену, в якій він вводить препарат безпосередньо у вену на руці.
У документальному фільмі з'являється Марк Коулман — колишній суперник Керра з аматорської боротьби, який тепер став його наставником. Коулман, відомий як один із піонерів жорсткого стилю граунд-енд-паунд, підтримує Керра перед важливим боєм проти Ігоря Вовчанчина. На початку поєдинку Керр бере ініціативу в свої руки — швидко збиває суперника з ніг і переходить до домінування в партері. Однак ситуація змінюється, коли Керр пропускає потужний удар правою, який збиває його з ніг. Отруєний газами та знесилений, Керр падає на коліна й отримує сильний удар коліном у голову. Після ще кількох таких ударів він падає на канвас. Він підводиться, розлючений через те, що рефері зупинив бій. Керр переконаний, що удари коліном з боку Вовчанчина були незаконними, й намагається довести це представникам Pride. Врешті-решт організатори вирішують не присуджувати перемогу нікому, визнавши удари порушенням правил. Незважаючи на поразку, Керр говорить, що відчуття від бою схожі на оргазм — настільки сильна для нього емоційна та фізична ейфорія від самого процесу поєдинку.
Марк Керр продовжує шукати знеболювальні препарати, і його залежність стає дедалі серйознішою. Дон, його дівчина, погрожує залишити його, якщо він не очиститься. Керр відкрито пояснює, наскільки наркотики почали руйнувати його життя, визнаючи, що він поступово втрачає контроль над собою. У міру того, як його залежність посилюється, ми також маємо можливість ближче ознайомитись із особистим життям Марка Коулмана. Коулман намагається повернути свою кар'єру на правильний шлях після серії поразок у UFC, включаючи кілька важких нокаутів, і шукає шлях до відновлення.
У жовтні 1999 року Марк Керр потрапляє до лікарні після передозування наркотиками. Він не може заснути більше ніж на 30 секунд, і його стан виглядає критичним. У своїй лікарняній палаті Керр відкривається двом друзям, описуючи свій психічний стан як відчуття повної свідомості, але водночас повної нездатності функціонувати. Під час поїздки в кареті швидкої допомоги він дивним чином впізнає чинного президента США, вважаючи, що це Рональд Рейган. У цей момент жарти припиняються, і Керр усвідомлює всю серйозність ситуації — йому потрібна справжня допомога. Не стримуючи емоцій, він розплакався.

Після місяця реабілітації Керр, нарешті, виписується з центру Сьєрра-Тусон, і тепер документальний фільм зосереджується на Марку Коулмані та його майбутньому бою з Рікардо Мораїсом. Коулман здобуває перемогу у своєму камбек-бої. У грудні 1999 року Керр виходить із реабілітаційного центру. Документальний фільм також розкриває, що Дон — це людина, яка бореться з алкоголізмом і проходить шлях одужання. З'являються напруження в їхніх стосунках, коли Керр намагається залишатися тверезим, а Дон переживає рецидив. В результаті, Керр і Дон розлучаються.
Керр потрапляє до фіналу PRIDE Grand Prix 2000, але бореться із самим собою, розмірковуючи, чи варто йому продовжувати битися. Коулман також бере участь у турнірі. Перший бій Керра — з Енсоном Іное. Для підготовки до цього поєдинку Керр звертається до Баса Руттена. Далі ми спостерігаємо за інтенсивним тренувальним процесом, який Руттен організовує для Керра. Позбавлений від будь-яких відволікань, Керр виглядає в найкращій формі.
У січні 2000 року Марк Керр готовий до бою з Іное. Він домінує в поєдинку, жорстоко завдаючи удари на землі та вдаряючи Іное кілька разів. Іное не витримує напору, і Керр отримує перемогу. Цей успіх виводить його до чвертьфіналу Гран-прі. Паралельно Коулман обговорює з Керром можливість підготовки до майбутньої сутички між двома друзями.
Марк знову на фото, і він пояснює, що після боїв йому потрібен комфорт і безпека, які йому надає Дон. Керр відчуває, що не може впоратися з депресією, що виникла після сварки, і що йому необхідна підтримка іншої людини. Однак Бас не погоджується з ним і стверджує, що під час підготовки до бою важливо бути вільним від стресу і відволікаючих факторів. Він вважає, що Марк має розлучитися з Дон. Керр опиняється між двома фронтами — Басом і Дон, але врешті-решт вирішує покинути табір Баса і поїхати назад до Фенікса разом з Дон. Бас наполягає, щоб Марк залишився до виїзду в Японію.
Паралельно Коулман проходить інтенсивні тренування в борцівському комплексі Університету штату Огайо. Незважаючи на напружену підготовку, стосунки Керра з Дон продовжують псуватися. Керр розповідає про бійку, яка досягла такої крайнощі, що викликали поліцію. Дон, в стані афекту, захопила незаряджений пістолет Марка з його тумбочки і почала самопошкодження, колючи собі руки бритвами.
Керр сприймає цей бій як можливість спокутувати минуле. Для чвертьфінального поєдинку він обирає Казуюкі Фудзіту. З самого початку Керр демонструє перевагу — він домінує в партері, завдаючи супернику потужних ударів кулаками та колінами в голову. Проте з часом Керр починає втрачати сили, і Фудзіта перехоплює ініціативу. Його удари стають усе сильнішими, тоді як атаки Керра втрачають ефективність. Фудзіта захоплює спину Керра та обрушує на нього град ударів по голові. Керр стоїть на колінах, захищаючись, але не відповідає, поки Фудзіта продовжує бити кулаками в голову та колінами в тулуб. Бас із трибуни спостерігає за всім знизу, не приховуючи занепокоєння. У роздягальні Керр падає на килимок, знесилений та побитий. Лікарі повідомляють, що через глибоке розсічення на підборідді, спричинене ударами коліна, йому знадобляться шви. Бас не приховує свого розчарування.
Коли Керр і Коулман перетинаються за лаштунками, Керр повідомляє, що Фудзіта вибув через травму. Це означає, що Коулман автоматично проходить далі. Керр звертається до нього зі словами: «Тепер усе залежить від тебе». Поки Марку Керру накладають шви, Коулман виходить на фінальний поєдинок проти Ігоря Вовчанчина. У своєму найсильнішому виступі за останні роки Коулман демонструє абсолютне домінування — він збиває Вовчанчина з ніг та затискає його біля канатів у вкрай невигідній позиції. Після кількох потужних ударів колінами в голову Ігор змушений здатися. Коулман святкує довгоочікувану перемогу та особисту спокуту, в той час як Керру ще накладають шви після важкого бою.
Епілог: Через кілька місяців після подій Марк і Дон одружуються в Лас-Вегасі. Подружжя оселяється в Скоттсдейлі, штат Аризона, де розпочинають новий етап свого життя разом.

## Рецепція
Фільм отримав переважно позитивні відгуки.